# 刘雅敬
刘雅敬（1926年5月—2004年10月7日），男，河南驻马店人，中国天主教神父，曾任河南省天主教爱国会主席，第七、八、九届全国政协委员。